# Coast to Coast: Overture and Beginners
Coast to Coast: Overture and Beginners – album koncertowy wydany w 1974 roku. Przez wytwórnię Mercury oraz Warner Bros. Przy realizacji wydawnictwa obok Roda Stewarta brali udział muzycy z angielskiego zespołu rock and rollowego The Faces.

## Lista utworów
| 1. | „It's All Over Now” (Bobby Womack-Shirley Womack)                                             | 4:38  |
|    |                                                                                               |       |
| 2. | „Cut Across Shorty” (Wayne Walker-Marijohn Wilkin)                                            | 3:45  |
|    |                                                                                               |       |
| 3. | „Too Bad” (R. Stewart-R. Wood)                                                                | 7:34  |
|    |                                                                                               |       |
| 4. | „Angel” (Jimi Hendrix)                                                                        | 4:28  |
|    |                                                                                               |       |
| 5. | „Stay with Me ” (R. Stewart-R. Wood)                                                          | 4:50  |
|    |                                                                                               |       |
| 6. | „I Wish It Would Rain” (Roger Penzabene-Barrett Strong-Norman Whitfield)                      | 4:20  |
|    |                                                                                               |       |
| 7. | „I'd Rather Go Blind” (B. Foster-E. Jordan)                                                   | 5:55  |
|    |                                                                                               |       |
| 8. | „Borstal Boys” (I. McLagan-R. Stewart-R. Wood)/ „Amazing Grace” (Traditional, arr. D. Throat) | 9:52  |
|    |                                                                                               |       |
| 9. | „Jealous Guy” (John Lennon)                                                                   | 4:25  |
|    |                                                                                               |       |
|    |                                                                                               | 49:47 |
|    |                                                                                               |       |